# Projekt Lincoln
Projekt Lincoln je americký politický akční výbor založený 17. prosince 2019 několika současnými a bývalými členy Republikánské strany. Cílem výboru bylo zabránit znovuzvolení Donalda Trumpa prezidentem a vybraných republikánských senátorů. V dubnu 2020 výbor oznámil podporu demokratického prezidentského kandidáta Joe Bidena.

## Historie
Výbor založili George Conway, Steve Schmidt, John Weaver, Rick Wilson, Jennifer Horn, Ron Steslow, Reed Galen a Mike Madrid.
Projekt je pojmenován po bývalém americkém prezidentovi Abrahamovi Lincolnovi.
Do voleb vybrali 67 milionů dolarů.